# Dicranota vritra
Dicranota (Rhaphidolabis) vritra là một loài ruồi trong họ Pediciidae. Chúng phân bố ở vùng Indomalaya.